# Hôtel Saint-Pern
L'hôtel Saint-Pern est un ancien hôtel particulier bâti au XVIIIe siècle, situé dans la rue Malherbe, dans le quartier Malakoff - Saint-Donatien de Nantes, en France, dont l'unique vestige est le portail, qui a été classé au titre des monuments historiques en 1952.

## Historique
Le portail de l'ancien bâtiment, intégré dans une construction plus récente, est classé au titre des monuments historiques par arrêté du 2 juillet 1952.

## Architecture
Le portail, réalisé en pierre et tuffeau, présente des voussures à refends de style baroque. Son tympan est décoré de deux écussons et d'une tête souriante.